# José Manuel Balbiani
José Manuel Balbiani (Buenos Aires, 6 de enero de 1978) es un piloto de automovilismo argentino. Compite regularmente en diversos campeonatos internacionales de GT3.
Recientemente, Balbiani competido en Blancpain GT Series Endurance Cup e International GT Open. En 2018, representó a Argentina en la FIA GT Nations Cup junto a Ezequiel Pérez Companc.

## Resultados

### Turismo Competición 2000
| Año  | Equipo          | Auto            | 1   | 2   | 3  | 4   | 5   | 6   | 7  | 8   | 9   | 10  | 11  | 12  | 13  | 14  | Res. | Puntos |
| ---- | --------------- | --------------- | --- | --- | -- | --- | --- | --- | -- | --- | --- | --- | --- | --- | --- | --- | ---- | ------ |
| 2008 |                 |                 | PAR | SAL | GR | SFE | SJU | RES | AG | BA  | OBE | TRH | VIE | SMM | PDF | PDE | -    | -      |
| 2008 | Fineschi Racing | Honda Civic VII |     |     |    |     |     |     |    | Ex. |     |     |     |     |     |     | -    | -      |